# Fjallið millum Botnar
Fjallið millum Botnar è una montagna alta 686 metri sul mare situata sull'isola di Streymoy, la maggiore dell'arcipelago delle Isole Fær Øer, amministrativamente appartenenti alla Danimarca.